# Dnsmasq
Dnsmasq — маленький, швидкий, не ресурсомісткий DNS-, DHCP- и TFTP-сервер, спроектований для побудови інфраструктури невеликих комп'ютерних мереж. Може надавати ім'я комп'ютерам, що не мають глобальних DNS-записів.
В dnsmasq сервер DHCP об'єднано з сервером DNS і він надає комп'ютерам імена, що вказані в конфігураційному файлі, або за адресою MAC чи UID. Також забезпечує протокол BOOTP.
Вбудований TFTP сервер, який працює тільки на читання, забезпечує завантаження ОС для бездискових комп'ютерів.
Використовується в невеликих та домашніх мережах, працює на Linux (glibc або uClibc), BSD чи Mac OS X.
Входить до складу вбудованих операційних систем для бездротових Wi-Fi маршрутизаторів DD-WRT та OpenWRT

## Можливості
Dnsmasq надає можливості:
- Просте конфігурування локального DNS-сервера за мережевим екраном, незалежно від особливостей та доступності DNS-серверів провайдера.
- Миттєве повідомлення клієнтам про недоступність сайту, якщо зв'язок із основною мережею втрачено.
- Може для глобальних IP-адрес надавати інші імена, не вимагаючи редагування /etc/hosts на кожному комп'ютері.
- Вбудований DHCP-сервер підтримує статичний та динамічний DHCP, декілька мереж та IP-діапазонів. Працює через BOOTP та підтримує DHCP-опції, а також DNS-пошук (RFC 3397).
- Комп'ютери, які налаштовуються через DHCP, можуть отримувати ім'я зі служби DNS, а також їх можна прив'язати до MAC-адреси комп'ютера, вказавши її в конфігураційному файлі.
- Кешує інтернет-адреси (A-записи та записи AAAA), PTR-записи, що знижує навантаження на зовнішні сервери та збільшує швидкодію.
- Можливо налаштувати dnsmasq так, щоб він автоматично отримував адреси зовнішніх DNS з PPP- або конфігурації DHCP. Автоматично оновлює цю інформацію якщо вона змінилась. Це дозволяє файрво́лу Linux-дистрибутиву автоматизувати налаштування DNS.
- Підтримує IPv6 для передавання та отримання DNS-імен. Може бути транслятором з IPv4 в IPv6 та навпаки для зв'язку локальної мережі з інтернет через NAT.
- Дозволяє відправляти запити по заданих доменах на обробку зовнішнім серверам.
- Підтримує MX-записи та може повернути MX-записи для окремої або всіх локальних комп'ютерів.
- Підтримує NAPTR-запис, що дозволяє використовувати регулярні вирази для зміни доменних імен, щоб надалі їх використовувати, як URI, додаткових доменних імен для пошуку.
- Деякі провайдери переписують NXDOMAIN-відповіді (домен не існує) від DNS-серверів. Це призводить до того, що веббраузери шукають сторінку в домені, що не існує. Dnsmasq може фільтрувати такі записи.